# シャルリー・エブド
『シャルリー・エブド』 (Charlie Hebdo) は、フランスの週刊新聞。短く『シャルリ・エブド』とも表記される。
左派寄りの風刺新聞であり、政治・社会批判の風刺画を多数掲載している。極右（政治的原理主義）およびあらゆる宗教の原理主義を批判するほか、政治経済、エコロジー、フェミニズム、文化、科学等の分野に関するコラムを掲載。（広告を一切掲載しない）独立系の報道機関として、表現の自由とライシテについては創刊時から徹底した姿勢を貫いている。
『シャルリー・エブド』の「エブド」はフランス語の「週刊」を意味する「エブドマデール（hebdomadaire）」の短縮形。「シャルリー」とは当初、漫画『ピーナッツ』の登場人物チャーリー・ブラウンにちなんだものであった。
1970年にジョルジュ・ベルニエとフランソワ・カヴァナが発禁になった『アラキリ』に代わるものとして創刊。1970年代のフランス社会の変革期にあって、表現の自由を訴えると同時に、消費社会に反対し、エコロジー、フェミニズム、反軍国主義、カウンターカルチャーを支持する非常に重要な存在であった。
1982年に活動停止。1992年に編集長フィリップ・ヴァルを中心とした新たなメンバーにより再開。
2006年、デンマークの日刊紙『ユランズ・ポステン』に掲載されたムハンマドの風刺画を転載したことで、特にイスラム諸国から激しい非難を受けた。2011年11月にシャルリー・エブドの事務所に火炎瓶が投げ込まれ全焼する事件が起きた。2015年1月、自動小銃を持った男らが事務所に乱入。所謂「シャルリー・エブド襲撃事件」が起こり、風刺画家、コラムニストなど計12人が死亡。国際テロ組織アラビア半島のアルカイダが「ムハンマドを侮辱したことへの復讐だ」として犯行声明を出した。1週間後の14日には「生存者の号（numéro des survivants:『シャルリー・エブド第1178号』）を発行。当日早朝に完売し、増刷。計800万部を発行し、定期購読者も前月の1万人から22万人に急増した。
パリ市から名誉市民の称号が贈られたほか、国際ペンクラブの「勇気と表現の自由」賞、ニュージアム（NEWSEUM, ワシントンD.C.）の「表現の自由賞（Free Expression Awards）」などを受賞したが、国際ペンクラブの賞については英米の作家が異議を唱え、授賞式をボイコットするなど、論争を巻き起こすことになった。

## 政治的立場と主なテーマ
『アラキリ』の挑発的・辛辣な批判精神と反権威主義の伝統を受け継ぐ『シャルリー・エブド』は、政治的にはかなり特殊な左派である。フランス与党、野党を問わず、主に右派の思想と政治家を標的とする一方、左派を批判することも少なくない。テーマによっては内部で意見が分かれることもある。
主なテーマはフランスの政治、社会、経済、宗教などの時事問題だが、国際問題についても独自の観点から切り込んでいる。
政界全体を批判の対象とするものの、特に極右政党「国民戦線」とは真っ向から対立し、辛辣な批判を繰り返している。1996年にはこの政党の禁止を求める請願書を掲載し、173,704人の署名を得て内務省に提出した。1998年には、産業財産庁 (INPI) に対して「国民戦線」という商標の登録を申請した。これは国民戦線が結成された1972年から10年以上にわたって商標権の更新を怠っていると判断したからである。更新を怠って商標権が消滅した場合は、誰でも同じ商標を登録することができる。したがって、『シャルリー・エブド』は問題なくこの商標権を取得することになるが、これはもちろん悪ふざけでやったことであり、『シャルリー・エブド』の目的は、第二次世界大戦中のフランス共産党主導のレジスタンス運動「国民戦線（FN）」の名前が使われていたことから、これを回復するためであった。こうした経緯から、シャルリー・エブド襲撃事件後の大行進「共和国の行進（marche républicaine）」について、国民戦線初代党首のジャン＝マリー・ル・ペンは「シャルリー・エブドは国民戦線の敵だった」とし、「デモに参加した政治家はシャルリーではなく、南半球からの移民の流入からフランスを守ることができないシャルロ（道化）だ」と攻撃した（「シャルロ」はチャールズ・チャップリンの愛称）。なお、現党首のマリーヌ・ル・ペンは「共和国の行進」の主催者から招待を受けなかった。
反宗教、無神論、反教権主義も『シャルリー・エブド』の特徴とされる。特にキリスト教原理主義団体「反人種差別およびフランス人・キリスト教徒アイデンティティ尊重のための総同盟」から十数回も訴えられており、ローマ法王を侮辱した風刺画が多数掲載された特集号に関する訴訟では敗訴している。なお、襲撃事件とそれまでの経緯から、シャルリーはイスラモフォビアであるかのような扱いを受けることがあるが、『ル・モンド』紙が2005年から2015年までの同紙の表紙画523枚についてその内容を調べたところ、宗教に関するものは全体の7%、そのうちイスラム教に関するものは全体のわずか1.3%であった。創刊時以来一貫して攻撃の的とされたのは極右思想及び極右政治・宗教団体そして原理主義であり、さらに経済的自由主義の諸問題についても特にベルナール・マリスのコラムにおいてしばしば取り上げられていた。

## 歴史

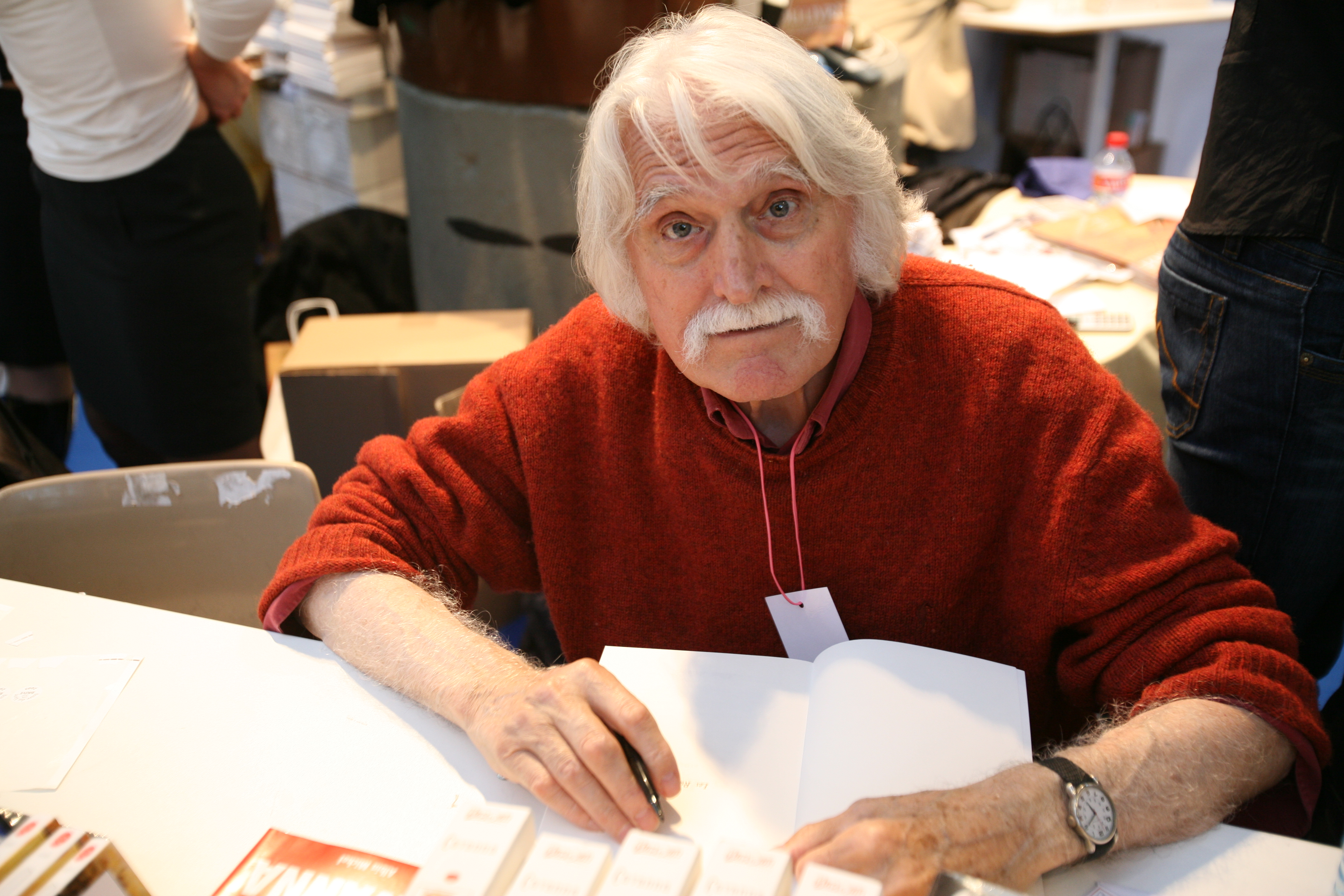
フランソワ・カヴァナ：『アラキリ』および『シャルリー・エブド』創刊者・編集長

（「歴史」の一部はフランス語版に基づくものである。内容の正確さについては、すべて引用を参照し、確認した。）
シャルリー・エブドのルーツは主として『アラキリ』にあり、月刊誌『ゼロ (Zéro)』および改名後の『アンザイレン (Cordées)』の後、「ショロン教授」ことジョルジュ・ベルニエとフランソワ・カヴァナが1960年に皮肉と自嘲をこめて「ばかで意地悪な新聞」と銘打った月刊『アラキリ』を発刊した（Hara-Kiri は文字通りの「腹切り」のこと）。「ショロン」とは当時『アラキリ』の事務所があったパリ9区の「ショロン通り (Rue Choron)」に因む名前であり、創刊時にはショロンが発行責任者、フランソワ・カヴァナが編集長であった。当時のメンバーはフランシス・ブランシュ、トポール、フレッド (Fred : Frédéric Othon Théodore Aristidès)、ジャン＝マルク・レゼール、ジェベ (Gébé : Georges Blondeaux)、そして襲撃事件で亡くなったジョルジュ・ウォランスキ、カビュらであった。早くも翌61年には発禁になり、再開されたものの66年には再び発禁。6か月後に発禁処分を解除された。現在も『シャルリー・エブド』に風刺画を掲載しているヴィレム（Willem：Bernhard Willem Holtrop）はこのときメンバーに加わっている。1969年2月に『Hara-Kiri Hebdo（アラキリ・エブド）』を創刊。5月に『L'Hebdo hara-kiri（レブド・アラキリ）』に改名した。

### 1970〜1982年：『シャルリー・エブド』第一期

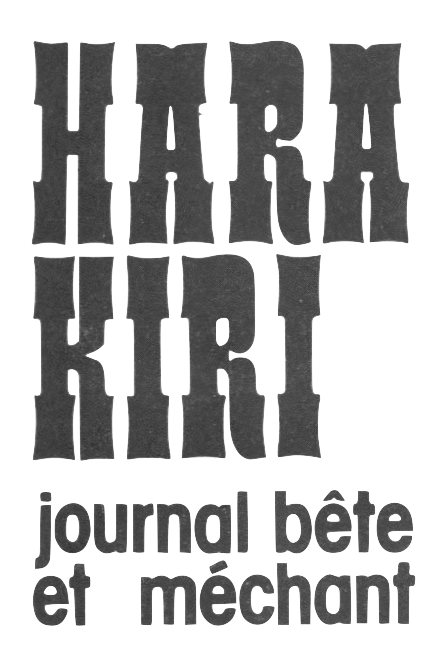
「アラキリ」のロゴ - ばかで意地悪な新聞

1970年11月9日にコロンベ＝レ＝デュー＝エグリーズでフランス第18代大統領シャルル・ド・ゴールが死去した。これを受けて『レブド・アラキリ』は11月16日号の見出しを「コロンベで悲劇のダンスパーティ ― 犠牲者1人 (Bal tragique à Colombey - un mort)」とした。これはショロンのアイディアで、11月1日にサン＝ローラン＝デュ＝ポン（イゼール県）のディスコテークで起こった放火事件（死亡者146人）に関する新聞の見出しのパロディーであった。これにより『レブド・アラキリ』はレイモン・マルスラン内相から発禁処分を受けることになった。『レブド・アラキリ』のメンバーらは新聞の発行を続けるために週刊新聞『シャルリー・エブド』を創刊した。これは『アラキリ』の延長線上にあるものではなく、既に刊行されていた『月刊シャルリー』(編集長ジョルジュ・ウォランスキ) の内容を受け継ぐものであった。月刊紙『シャルリー』は、当初イタリアの月刊紙『ライナス』の仏語版であった。チャーリーもライナスも、『ピーナッツ』の登場人物である。メンバーらは「シャルリー（チャーリー）」という名前の「お人好しっぽくて、ちょっとずれていて、ほんのちょっと時代遅れな (débonnaire, légèrement décalé et un tout petit peu désuet)」感じが気に入ったとし、併せて（先に発禁処分を受けた経緯から）シャルル・ド・ゴールへの言及を含むものだと説明した。

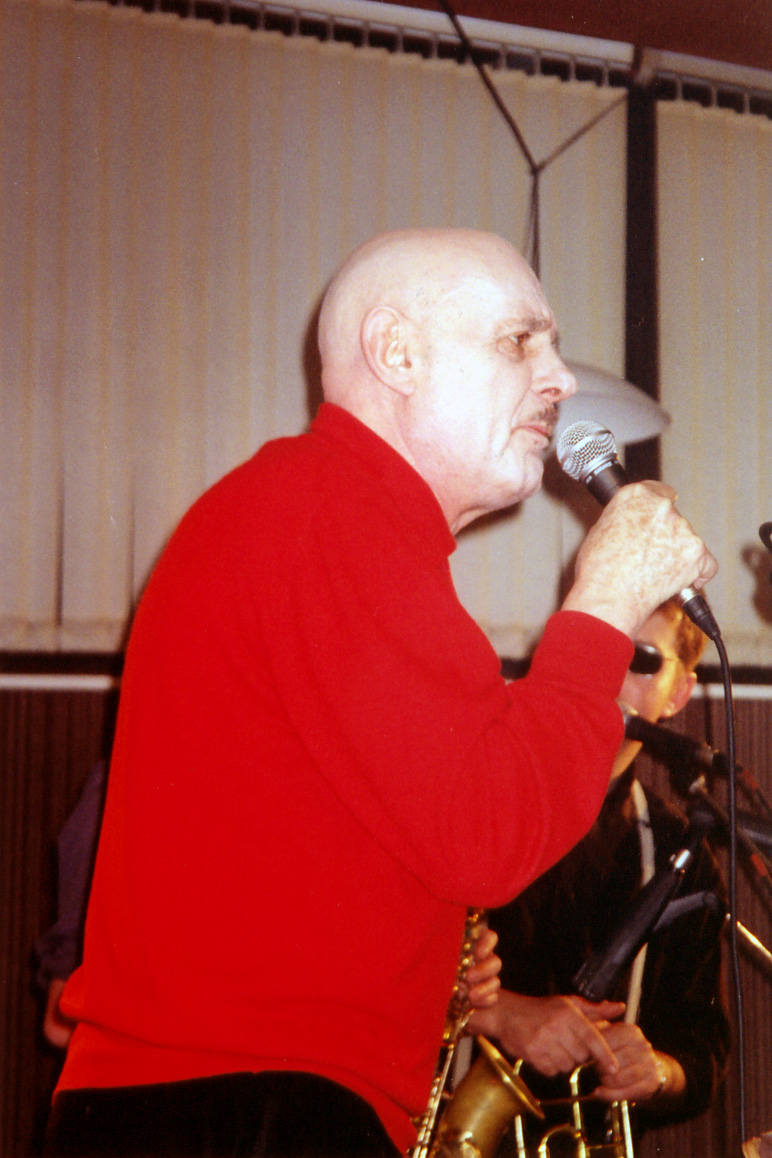
「ショロン教授」ことジョルジュ・ベルニエ：『アラキリ』発行責任者

『シャルリー・エブド』第1号は1970年11月23日に発行。『アラキリ』同様、ショロンが発行責任者、フランソワ・カヴァナが編集長であった。『アラキリ』の風刺の精神を受け継ぎながら、ポリティカル・エコロジー（フランスにおけるこの分野の先駆者であるピエール・フルニエ (ジャーナリスト)が担当）、反人種差別、反軍国主義、そしてフェミニズムを支持する内容であった。1971年、『シャルリー・エブド』はビュジェ原子力発電所に抗議する訴えを掲載し、ビュジェでのデモを呼びかけた。これに応えて12,000〜15,000人がデモに参加し、フランス（および欧州）における反核運動の発端となった。『シャルリー・エブド』は動物愛護運動でも同様に先駆的な役割を果たすことになった。同じ頃、『シャルリー・エブド』は「一人はみんなのために、みんなは一人のために」をもじった「一人はみんなのために、みんな腐ってる (Un pour tous, tous pourris !)」というスローガンを使うようになり、後にコリューシュに受け継がれた。コリューシュはコメディアンだが特に心のレストラン（貧しい人に食事を無料で配給する団体）を立ち上げたことで知られる。1972年、ピエール・フルニエがポリティカル・エコロジー運動の一環として『ラ・グル・ウヴェルト』（「大口開けて / 黙っていられない」）を創刊。『シャルリー・エブド』のカヴァナ、ウォランスキ、レゼール、カビュらが参加した。1979年から1980年にかけてコリューシュが『シャルリー・エブド』に「貧乏人はばか」、「ばかと物わかりの悪いやつらの新聞」と題するフォト漫画を掲載。1981年、コリューシュが大統領選出馬を表明したとき、『シャルリー・エブド』はこれを支持する公式新聞となった。ショロンの影響力が強まるにつれて『シャルリー・エブド』の編集方針が変わり、みだらでスカトロジー的なユーモアを弄するようになった。こうした傾向とは一線を画していたカヴァナは、次第に『シャルリー・エブド』を離れ、作家活動に専念するようになった。
『シャルリー・エブド』は広告を一切掲載しない方針であり、広告収入はゼロ、販売収入（キオスクでの販売と定期購読）のみで経営を維持しているため、購読者が減少すれば直接経営に影響する。ショロンのずさんな経営により債務が重なり、新たな方向性も見いだせなくなっていた。1981年5月の大統領選挙および6月の総選挙で社会党が第一党になり、1973年に『シャルリー・エブド』と同様に左派の新聞として創刊された『リベラシオン』が時代の空気を伝えることができたのに対して、『シャルリー・エブド』は時代遅れの感があった。窮地を脱するため唐突にも1981年3月16日から18日まで『シャルリー・マタン (Charlie Matin)』という日刊紙を発行したが、1981年末には破産申立を行い、12月23日、最終号を発行した。

### 1992〜2009年：『シャルリー・エブド』第二期

#### 1992〜2001年

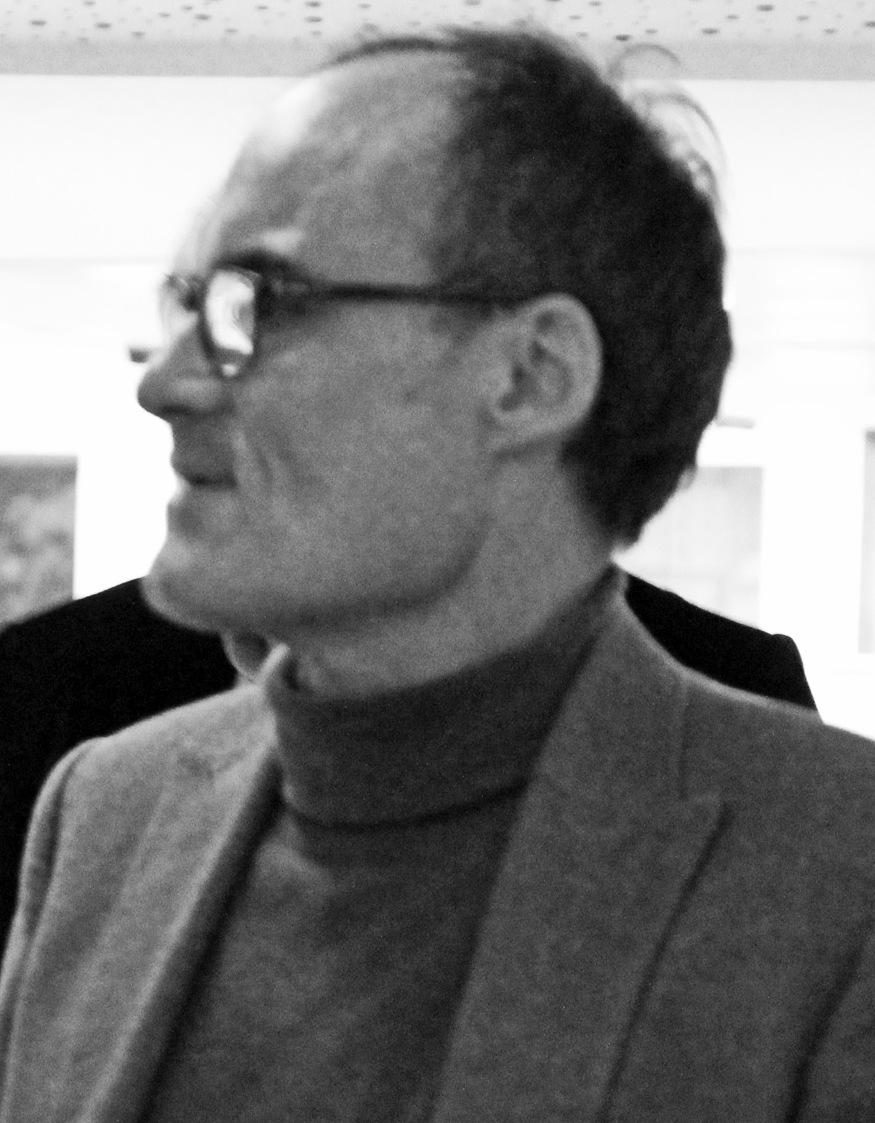
「第二期」編集長フィリップ・ヴァル

1992年、湾岸戦争に反対するために創刊された風刺新聞『ラ・グロス・ベルタ』（「グロス・ベルタ」は「ディッケ・ベルタ」のこと）のメンバーであった編集長フィリップ・ヴァルとカビュは、編集長と意見が合わなくなり同紙を離れ、新たに新聞を立ち上げることにした。ウォランスキの提案により再び『シャルリー・エブド』の名前を使うことにした。新『シャルリー・エブド』にはフランソワ・カヴァナ、ジェベ、ウォランスキ、カビュ、シネ (モーリス・シネ)、ヴィレムらの旧『シャルリー・エブド』のメンバーに加え、新たにシャルブ、ベルナール・マリス、ルノー・セシャン、リュズ、ティニウス、フィリップ・オノレ、リス (ローラン・スーリソー)、プランチュ、オリヴィエ・シランらが参加した。その後、ジュル、リヤド・サトゥフ、そして短期間だがジョアン・スファールも参加することになった。ショロンは参加を拒否したばかりか、『シャルリー・エブド』というタイトルの著作権は自分にあるとして訴えを起こしたが、この訴えは却下された。
第1号の表紙には「URBA (社会党の汚職事件)、Chômage (失業)、Hémophiles (薬害エイズ事件・薬害肝炎)、Superphénix (スーパーフェニックス：故障が相次いで稼働停止、この後廃炉になった高速増殖炉)」と当時の社会問題が挙げられ、「そして戻ってきた『シャルリー・エブド』」と叫んで頭を抱えるフランソワ・ミッテラン大統領が描かれている。新『シャルリー・エブド』の編集方針は旧『シャルリー・エブド』の精神を受け継ぐものであり、編集長のフィリップ・ヴァルはこれを「ライシテ、理性、共和国の理念、民主主義および平和のために闘う信念の新聞」と定義した。標的は軍国主義、極右、キリスト教原理主義、コルシカ島やバスクのナショナリズムなどであった。ただし、内部に激しい意見対立があり、リュズは「シャルリーはばか（反理性、愚民政策……）と闘うための手段でなければならない。この点を除けば、すべてについて意見が分かれている」と認めている。
こうした対立はやがてますます激化し、特に編集長フィリップ・ヴァルのやり方に反対するフィリップ・コルキュフ、オリヴィエ・シラン、ルフレッド・トゥーロン、フランソワ・カメ、ミシェル・ブージュ、モナ・ショレらが『シャルリー・エブド』を離れることになった（解雇を含む）。これは主にフィリップ・ヴァルと急進左派との対立であった。モナ・ショレは、パレスチナ人を「非文明的」と呼ぶフィリップ・ヴァルの記事に抗議した後、解雇された。

#### 2002〜2005年
2002年11月、哲学コラムニストのロベール・ミスライが『シャルリー・エブド』にオリアーナ・ファラーチの著書『怒りと誇り』を称える記事を掲載した。特に、「（ファラーチ氏は）殺人行為を犯すイスラム原理主義者に抗議するだけでなく、……イタリア、フランスなどの欧州諸国の世論でまかり通っている否認に対しても抗議している。我々は、イスラムが西欧に対して十字軍を派遣しているのであって、その逆ではないという事実を認めようとしないし、これをはっきりと非難することもない」と書いたことで物議を醸すことになった。当時、「人種主義に反対し諸民族の友好をめざす運動 (MRAP)」が『怒りと誇り』はイスラモフォビアだとして発禁を求めていたのである。このような記事を掲載した『シャルリー・エブド』も一部の読者から批判され、翌週、記事を撤回することになった。
2001年9月11日のアメリカ同時多発テロ事件以来、一部の極左は反米感情から米国に加担せず、したがって、イスラム原理主義者を非難しなかったため、『シャルリー・エブド』はこのような極左と一線を画すようになった。こうした立場は、特に2003年11月にイスラム学者タリク・ラマダン（ムスリム同胞団創設者ハサン・アル＝バンナーの孫）を招いてサン＝ドニで開催された「欧州社会フォーラム」において「第三世界」主義的の左派との対立を生むことになった。フィリップ・ヴァルは『シャルリー・エブド』2003年11月15日号の社説で、一部の左派がタリク・ラマダンに媚びていることに憤り、「戦前の欧州に蔓延していたレトリックとそっくりだ……いかにして平和と民主主義が失われていくかを知っているすべての人々にとって、危機感を抱かせるレトリックだ」とナチズムのレトリックになぞらえ、タリク・ラマダンは「反ユダヤ主義的プロパガンダ」を行っていると非難した。フィリップ・ヴァルはまた、特にシオニズムと人種主義政策が同一視されたダーバン会議（2001年に南アフリカのダーバンで開催された国連の第3回「人種主義、人種差別、排外主義、および関連する不寛容に反対する世界会議」）に言及して、一部の左派が人種差別撤廃と言いながら実は反ユダヤ主義的な立場を取っていると主張した。社会学者フィリップ・コルキュフはこの新たな方向性を『シャルリー・エブド』を離れた理由の一つに挙げている。
こうした内部対立にもかかわらず、『シャルリー・エブド』では常にそれぞれの意見が尊重され、非常に多様な意見が掲載された。『アラキリ』以来の表現の自由の尊重である。特に2005年に欧州憲法の批准の可否をめぐる国民投票が行われた際には、カビュ側はOUI、カヴァナ側はNONと意見が真っ二つに分かれたが、編集部として意見の統一を図ろうという提案はなかった。

#### 2006年：ムハンマドの風刺画掲載

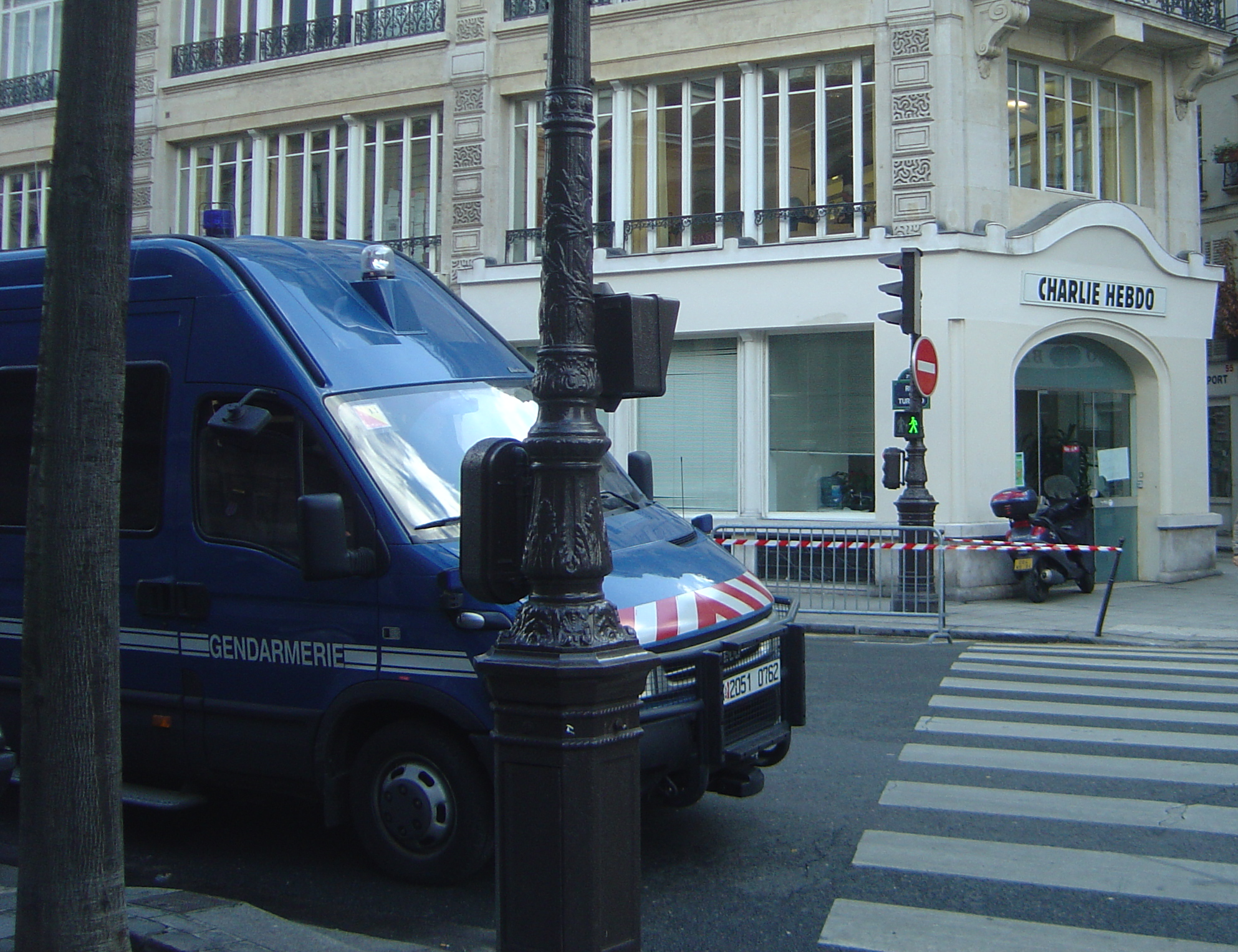
風刺画掲載後のシャルリー・エブド社前に憲兵隊の警備車両

2006年、デンマークの日刊紙『ユランズ・ポステン』に掲載されたムハンマドの風刺画（最も物議をかもしたターバンが爆弾に模された風刺画を含む）を転載（なお、この1週間前に『フランス・ソワール』も転載している）。「原理主義者にお手上げのムハマンド (Mahomet débordé par les intégristes)」と題したカビュの表紙画には頭を抱えるムハンマドが描かれ、吹き出しには「ばかどもに愛されるのはつらいよ (C’est dur d’être aimé par des cons)」と書かれている。イスラム原理主義を批判していることは明らかだが、宗教批判はフランス共和国の法律や原則に違反しないと主張する人々がいる一方で、預言者ムハマンドを信じるすべてのイスラム教徒をばかにしているのだと解釈し、激しく非難する人々もいた。イスラム団体（仏イスラム組織連合 (UOIF) とグランド・モスケ・ド・パリ）は「宗教を理由に特定の集団を公に侮辱した」として提訴したが、2007年3月の第一審では、風刺雑誌におけるよく練られた挑発や誇張は、社会批判や政治批判の手段となりうるものであり、一定の制約は受けるが表現の自由として守られる、「ライシテおよび多元主義を原則とする社会では、信仰の尊重と宗教批判の自由は同じように重要である。……この表現（「ばかどもに愛されるのはつらいよ」）は確かに侮蔑的だが、タイトル（「原理主義者にお手上げのムハマンド」）に明示的に示される「原理主義者」を対象とした表現にすぎず……信者全体を侮蔑する性質のものではない。……（他の絵もまた）、イスラム教ではなく自爆テロを風刺したものである。……頭に爆弾を載せたムハンマドの風刺画については（転載されたものであり）、たとえショックを与えるものであっても、暴力的な示威行動が繰り返された当時の「文脈」において判断されなければならない。（シャルリー・エブドの行為は）明らかに、威嚇への抵抗と、脅迫および報復を受けた（デンマークの）ジャーナリストとの団結を表わす行為である」として、これを無罪とした。2008年3月の第二審でも「イスラム社会全体を対象にしたものではなく、イスラムの名においてテロ行為を繰り返している一部の者に向けられたものであり……このようなテロリストとイスラム教徒が混同されるおそれは一切ない」として無罪となった。2019年3月27日、シャルリー・エブドの弁護士であったジョルジュ・キエジュマンとリシャール・マルカが、グラセ出版社からこの裁判での口頭弁論すべてを書き起こした『不敬礼讃』を発表した。
アルジェリア生まれのジャーナリスト・映画監督のダニエル・ルコントは、この裁判についてドキュメンタリー映画『ばかどもに愛されるのはつらいよ (C’est dur d’être aimé par des cons)』を制作し、第61回カンヌ国際映画祭で上映された。
ジョアン・スファールもまたこの裁判を題材にした「裁判所書記官 (Greffier)」というデッサン集を作成し、『ジョアン・スファールの手帳 (Les Carnets de Joann Sfar)』の第6巻として出版した。
『シャルリー・エブド』はこの風刺画掲載事件を受けて、2006年3月1日、イスラム原理主義はファシズム、ナチズム、スターリニズムと同様に、民主主義を脅かす、新しい宗教的全体主義であると非難する「12人のマニフェスト (Manifeste des douze)」を掲載した。署名者は同紙のフィリップ・ヴァルとカロリーヌ・フレストのほか、哲学者・小説家のベルナール＝アンリ・レヴィ、サルマン・ラシュディ、タスリマ・ナスリンらであった。サルマン・ラシュディはイスラム教の預言者ムハンマドの生涯を題材にした小説『悪魔の詩』が冒瀆にあたるとして当時のイランの最高指導者ホメイニ師からファトワ（死刑宣告）を下されたことで知られるが、バングラデシュ人作家のタスリマ・ナスリンもイスラム教を冒瀆する内容の小説を著したとしてイスラム過激派からファトワ（死刑宣告）を受け、亡命生活を送っている。
2006年3月15日にはムハンマドの風刺画掲載事件に関わった風刺画家に敬意を表して、フランス文化・通信省及び『ル・ポワン』紙の主催による風刺漫画 (dessin de presse) のためのソワレが開催され、プランチュ、カビュ、ウォランスキ、そして若手のサトゥフ、ジュル、シャルブ、リュズも含めて『シャルリー・エブド』の風刺画家全員がその功績を称えられた。この際、ルノー・ドヌデュー・ド・ヴァーブル) 文化相は、ジョルジュ・ウォランスキに風刺漫画の伝統を守り、かつ、これを促進するための使命を付与した。

#### 2007〜2009年：シネ事件とフィリップ・ヴァルの辞任
2008年、『シャルリー・エブド』の政治風刺画家のシネ (モーリス・シネ)が反ユダヤ主義な記事を掲載したとして告訴され、激しい論争が巻き起こった。所謂「シネ事件」である。これはニコラ・サルコジ大統領の息子ジャン・サルコジが家電量販チェーン「ダルティ」の経営者の娘と結婚したことと、彼がスクーターで高級車に当て逃げしたとして訴えられたものの、容疑が晴れたことに触れて、「検察側は無罪を求刑した。言っておくが、訴えたのはアラブ人だ。おまけに（ジャンの）婚約者はダルティの創設者の後継者でユダヤ人。彼女と結婚する前にユダヤ教に改宗すると宣言したばかりだ。この坊やは出世するだろう」と書いたことに対して、ジャーナリストのクロード・アスコロヴィッチ (Claude Askolovitch) が「反ユダヤ主義ではない新聞に反ユダヤ主義の記事が掲載された」と非難した。フィリップ・ヴァル編集長は、『シャルリー・エブド』内で意見の対立があったにもかかわらず、結局、シネを解雇したが、ムハンマドの風刺画掲載について表現の自由を訴えていただけに、様々な観点から多くのフランス知識人がこれを非難し、2000人の署名を集めた「我々はシネを無条件に支援する」請願書を出した。『シャルリー・エブド』のティニウス、ヴィレムのほか、ミシェル・オンフレ、ダニエル・ベンサイド、ジル・ペロー、アニー・エルノー、ジャン＝リュック・ゴダール、ジェラール・ドパルデュー、ヨランド・モロー、オリヴィエ・ブザンスノなど日本でもよく知られている知識人などが名を連ねている。一方で、フィリップ・ヴァルを支援する記事が『ル・モンド』紙に掲載され、これにはベルナール＝アンリ・レヴィ、エリザベート バダンテール、ロベール・バダンテール、エレーヌ・シクスー、ベルトラン・ドラノエ、クロード・ランズマン、ダニエル・ルコント、ジョアン・スファール、エリ・ヴィーゼルら20人が署名している。シネは「人種差別と反ユダヤ主義に反対する国際連盟 (LICRA)」に民衆扇動罪で訴えられたが、これは「風刺する権利の行使」であるとして、無罪となった。シネはクロード・アスコロヴィッチを名誉毀損で訴えたが、この訴えは却下された。『シャルリー・エブド』の出版社 (Éditions Rotatives) は、パリ大審裁判所に不当な契約破棄によりシネに対する40,000ユーロの損害賠償金の支払いを命じられた。控訴審ではこれがさらに増え、90,000ユーロの支払いを命じられた。シネは非常に多くの支援を得て、新たに『シネ・エブド』を立ち上げ、商業的な成功を収めることになった。

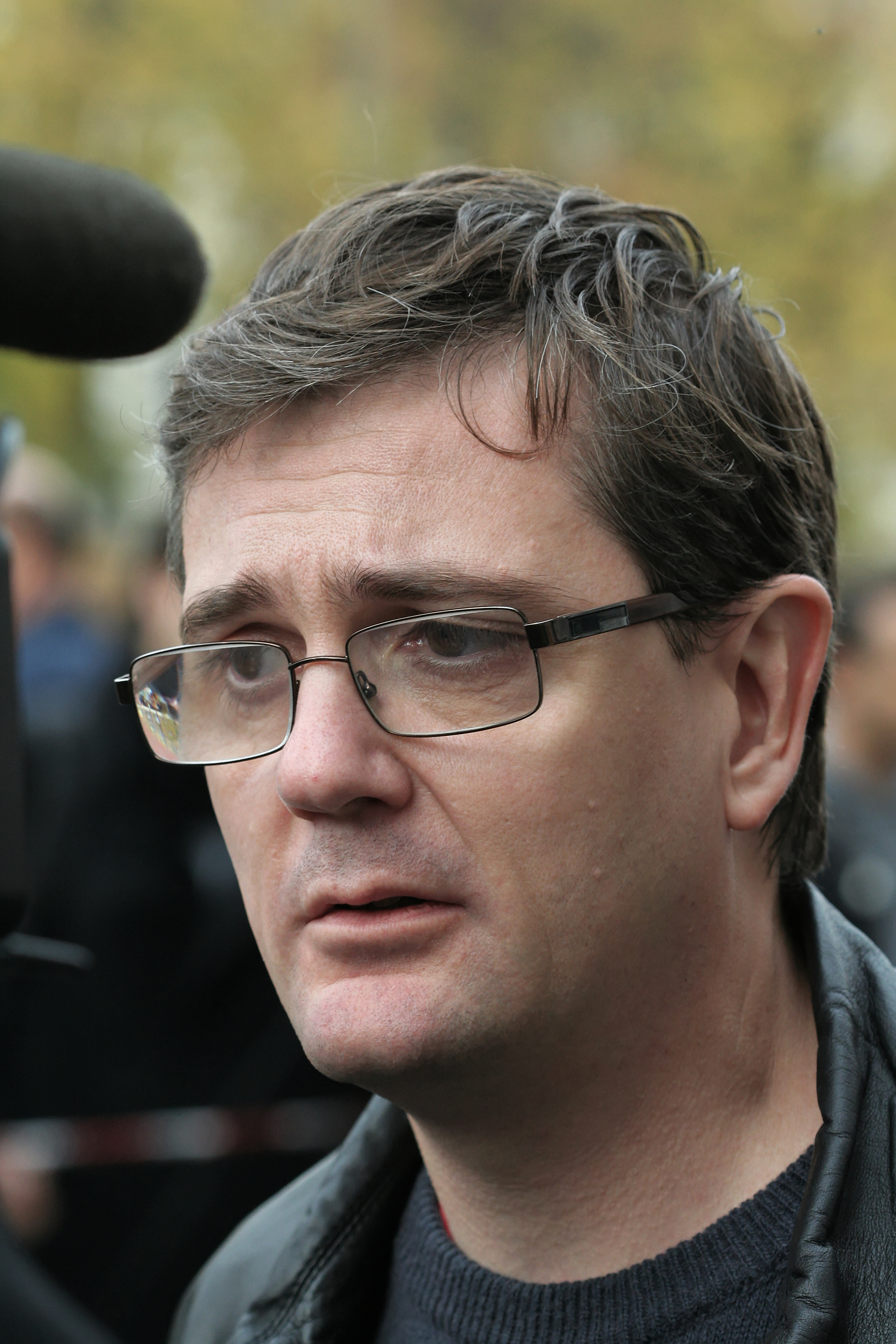
襲撃事件当時の編集長シャルブ

2009年5月、フィリップ・ヴァルは『シャルリー・エブド』を離れ、ラジオ・フランスに加わることになった。風刺画家・コラムニストのシャルブが新たに編集長に就任した。17年間編集長を務めたフィリップ・ヴァルが去ったことで、新時代が切り開かれることになった。新編集長シャルブは『シャルリー・エブド』第899号の社説で「シャルリーその3」が始まると宣言し、「主な変更は、シャルリーがもはやヴァルとは関係がないということだ。我々は風刺が好きで集まった仲間だ。風刺の精神を貫きたい」と書いている。同じく風刺画家のリス（後述の襲撃事件後に編集長に就任）は「これからはより多くの風刺画を掲載し、テキストは短くなるけれど、それだけの話だ。ヴァルとは意見の食い違いがあったけれど、まったく違う新聞を作ろうとしたわけではない。そういう方針だったら、17年も続かなかっただろう」と書いている。また、新方針の一環として、ギヨーム・ダスキエ、ローラン・レジェらを中心に調査報道に力を入れるようになった。

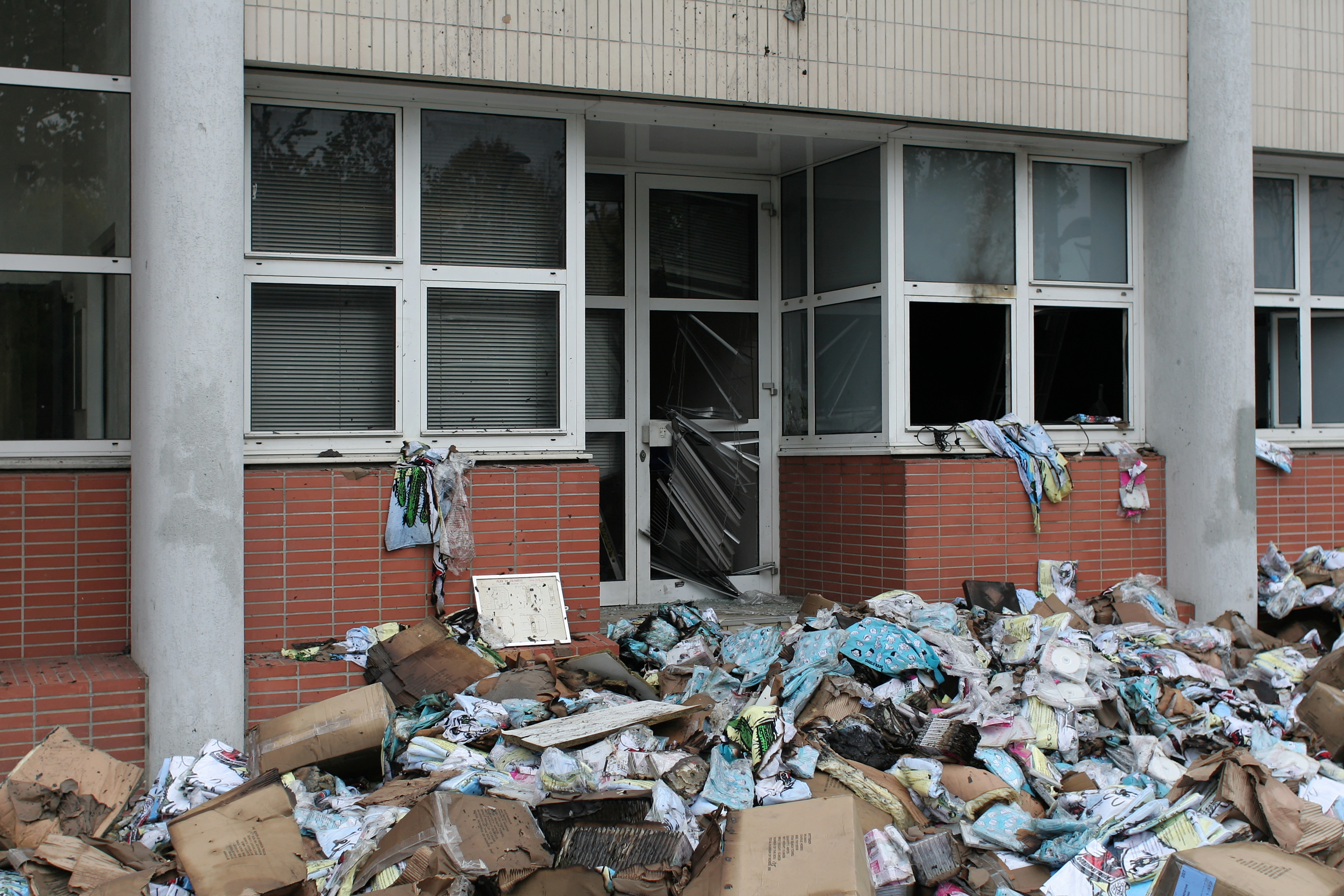
シャルリー・エブド放火事件 (2011)

### 2010〜2014年：『シャルリー・エブド』第三期
2010年、販売部数が減少していた『シャルリー・エブド』は販売価格を2ユーロから2.5ユーロに引き上げざるを得なくなった。これについて編集長のシャルブは、2010年6月9日号の社説で「報道機関の危機にあって、我々の株主には裕福な財界人はいないし、そういう連中には株主になってくれと言うつもりもない。また、広告収入に頼りたくもない。もともと広告を掲載しないのだから、「広告収入が少ない」新聞社に対する国の援助を受けることもない。独立系の新聞、完全に独立した新聞であるためには、それなりの代償を払うことになる。広告主体で無料配布される新聞は、編集方針においてあまりにも多くの妥協を強いられている。シャルリーが自由な新聞であり続けるための代価は2.5ユーロである。そしてシャルリーの存続はひとえに読者の皆様にかかっている」と説明した。
2011年11月2日、チュニジアの憲法制定議会選挙でイスラム政党「アンナハダ」が第一党になった後、「預言者ムハンマドが編集したシャリーア・エブド」と銘打った号を刊行した。表紙にはターバンを巻いたムハンマドが描かれ、「笑い死にしなかったら、100回の鞭打ちの刑だ」と書かれている（リュズの絵）。この直後、事務所に火炎瓶が投げ込まれ全焼する事件が起きた。『シャルリー・エブド』はこれを受けて、「愛は憎しみより強し」と題し、イスラム教徒とシャルリーのジャーナリストがディープキスをしている風刺画を掲載し、同紙ウェブサイトがクラックされる事件が起きた。

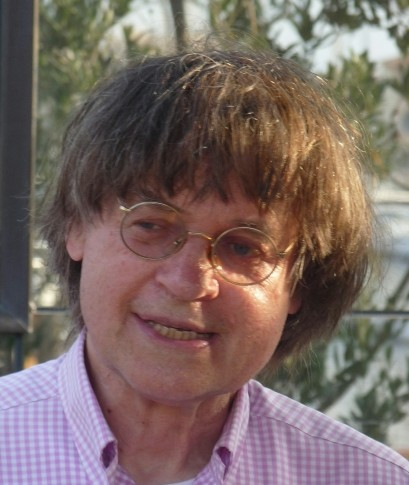
風刺画家カビュ

2012年、米国で制作された反イスラムの映画『イノセンス・オブ・ムスリム』、およびこれに対する抗議としてエジプトやリビアなどアラブ諸国の米在外公館が次々に襲撃された事件（2012年アメリカ在外公館襲撃事件）の風刺画を掲載した。反イスラムの映画にかけて表紙画は映画『最強のふたり (Intouchables, 2011年)』、もう1枚はジャン＝リュック・ゴダール監督の映画『軽蔑 （1963年）』を題材にしたものであり、前者はイスラム教徒が乗った車椅子を正統派ユダヤ教徒が押している絵、後者は主演のブリジット・バルドーがベッドに横たわるシーンになぞらえて全裸のムハンマドを描いた絵であった。これに対して一部の政治家や仏イスラム教評議会 (CFCM)、ユダヤ系団体代表協議会 (CRIF) などの宗教団体から非難が殺到し、『シャルリー・エブド』のウェブサイトが乗っ取られた。反イスラムの映画に対してはフランス各地でも抗議デモがあり、『シャルリー・エブド』の事務所が入った建物の周囲にも厳重警備が敷かれた。ジャン＝マルク・エロー首相は、「法の枠内での」表現の自由を強調しつつも、「（アメリカ在外公館襲撃事件をめぐる危機をはらんだ）現状においては……行き過ぎは認められない」、各自「責任感」を持つべきだと訴えた。ちょうどエジプトを公式訪問していたローラン・ファビウス外相も、表現の自由の重要性を強調しつつも、「挑発には反対だ」とした。グランド・モスケ・ド・パリの代表ダリル・ブバクールは、「火に油を注ぐ」ようなことはしないようにと呼びかけた。これに対して編集長のシャルブは、「私はイスラム厳格主義者に『シャルリー・エブド』を読んでくれとは言っていない。私は私の信念に反するような説教を聞きにモスクに行ったりしないのだから、同じことだ」と反論し、併せて、これまではフランス国内でのみ販売されていた『シャルリー・エブド』が、インターネットの普及に伴って世界中の人々が目にするようになったことに一因があるとし、後にこの件について自著で、文脈や「言外の意味」とは無関係に「1枚の風刺画がバタフライ効果によって地球の向こう側で憎しみの嵐を巻き起こすこともあり得る」と指摘している。このような「バタフライ効果」はこの時期に掲載され、襲撃事件後にあらためて話題になることが多かった他の風刺画についても同様であり、後に『シャルリー・エブド』に加わることになったアイルランド人作家のロバート・マクリアム・ウィルソンは、特に英米でのシャルリー批判について「（見出しや吹き出しの）フランス語を読むことができないのに、どうやってシャルリーについて判断を下すことができるのか。絵を見るだけで十分だと言うのか」と抗議している。同じく『シャルリー・エブド』に寄稿している作家のマリー・ダリュセックは日本の某女子大学で行われた講演会で「シャルリーは人種差別的だと思うか」という質問を受け、複雑な背景をフランス語で説明したが理解されず、「私は打ちひしがれ、このことを決して忘れまいと誓った。むしろ、これは即座に理解されるべきものであって、説明なんかすべきではなかったのだろう。シャルリーは川のように流れ、いったん川底を離れたら、もう戻ることはない。もともとフランス国外で読まれたり、インターネット上で拡散されたりするために作られた新聞ではないのだ。それが問題だ。危険だ」と書いている。同年9月、『シャルリー・エブド』は「責任感を持て」、「火に油を注ぐな」という言葉を受けて、「責任感のある新聞」、「無責任な新聞」という2つの号を同時に発表した。検閲を受けた「責任感のある新聞」の表紙は真っ白で上部に「笑いはおしまい！」と書かれている。「無責任な新聞」の表紙にはゼロからの再出発の意味を込めて「ユーモアの発明」と題し、松明（火）とヤシの実（油）を持った原始人が描かれている（シャルブの絵）。

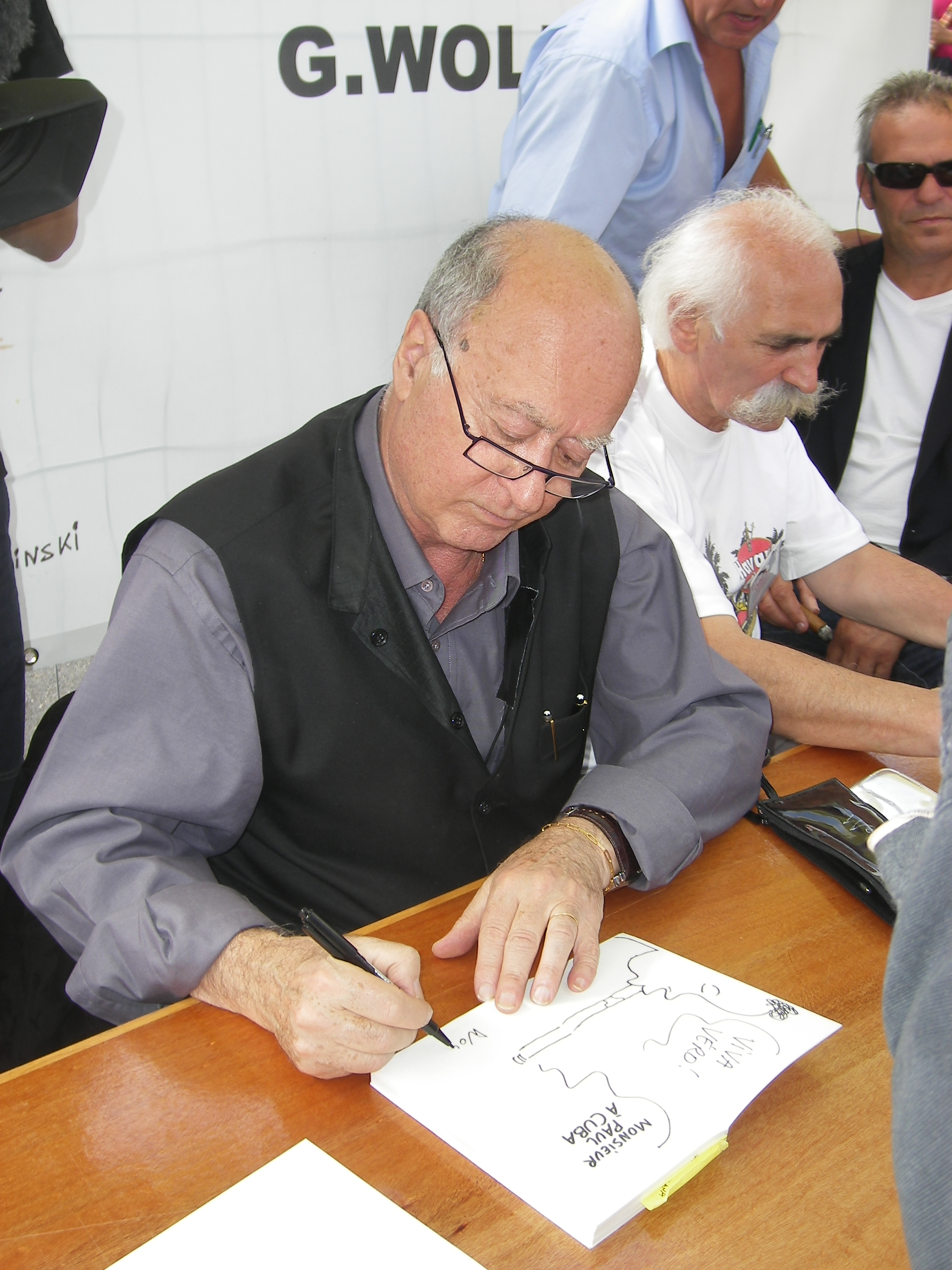
風刺画家ジョルジュ・ウォランスキ

2013年、シャルブが『ムハンマドの生涯（La vie de Mahomet）』と題した漫画を出版。また、ムスリム同胞団に対するエジプト軍の攻撃（2013年エジプトクーデター）を描いたリスの風刺画も攻撃の的となった。この絵ではコーランを盾にして身を守ろうとするイスラム原理主義者が虚しくもコーランもろとも砲弾に撃ち抜かれている。タイトルには、「コーランはダメだ。弾丸を止めることができない」と書かれている。この風刺画については2件の告発を受け、出頭を命じられた。1件は「宗教への帰属を理由とした憎しみの扇動」の疑いでパリ大審裁判所から、もう1件はアルザス・モーゼル地方法の適用による「冒瀆」の疑いでストラスブール軽罪裁判所からであった。後者については、ライシテ法（政教分離法）が成立した1905年にアルザス・モーゼル地方（バ＝ラン県、オー＝ラン県、モーゼル県）はまだドイツ領であったためにこの法律の適用を免れ、この時点でもまだ冒瀆罪が存在していたからである（「平等及び市民性に関する2017年1月27日の法律第2017-86号」により廃止）。ただし、原告側はこのいずれの件についても書類を揃えることができず、出頭命令にも応じなかった。
2013年5月、アラビア半島のアルカイダの機関誌『インスパイア』に、「人道に反する犯罪」をもじった「イスラムに反する犯罪」で「手配中の人物（死者及び生者）」11人の名前を挙げたポスターが掲載された。サルマン・ラシュディ、デンマーク紙『ユランズ・ポステン』のフレミング・ローゼ文化欄編集長らとともにシャルブの名前も挙がっている。ポスター右側にはナチス牧師の写真が掲載され、この男の左側には銃口から煙を上げる拳銃、右側には飛び散る血潮が描かれている。見出しには「YES WE CAN」、その下には「1日1個のリンゴで医者いらず」をもじった「1日1発の弾丸で異教徒いらず」、そして最後に「預言者ムハンマドを守りたまえ、彼にアッラーの平安あれ」と書かれている。

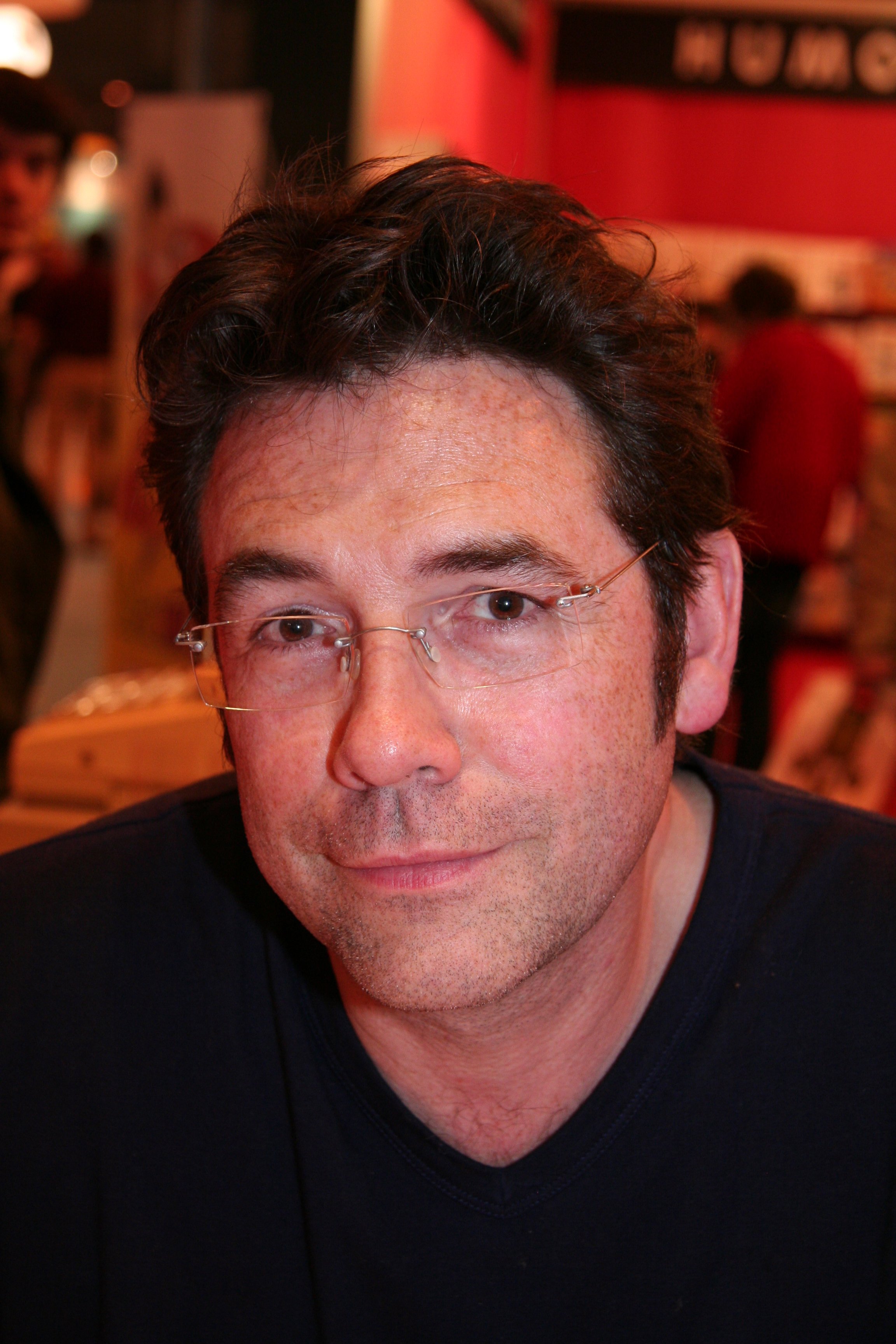
風刺画家ティニウス

黒人女性のクリスチャーヌ・トビラ法務大臣を猿に模した絵がソーシャルメディアで拡散したこともさらなる誤解を生んだ。当時、市町村議会選挙で極右「国民戦線」の候補者名簿のトップに挙げられていた議員が、Facebookにトビラ法務大臣と猿の写真を並べて揶揄したことが問題になったが、シャルブは国民戦線を非難するために（国民戦線の党首マリーヌ・ル・ペンの「ブルーマリーヌ連合 (Rassemblement bleu Marine)」をもじった）「ブルー人種差別主義者連合 (Rassemblement Bleu Raciste)」というタイトルの風刺画を掲載した。風刺画の左下には国民戦線のシンボルである青・白・赤の炎が描かれていた。ところが、この絵からタイトルと国民戦線のシンボルが削除され、猿に模されたトビラだけの絵がソーシャルメディアに拡散し、シャルリーは人種差別的だと非難されることになった。これは映画『行進』の封切りに伴って発表されたラップの作詞者ネフクの仕業であった。この詞には「オレは要求する、シャルリー・エブドの犬どものアウト・ダ・フェ（異教徒の火刑）を」という文句があり、「もう一度シャルリー・エブドに放火しろ」というメッセージと解された。
2014年10月、「もしムハンマドが再来したら」と題する表紙画が掲載された。描かれたムハンマドは「ばか野郎、おれはムハンマドだ」と言うのに対して、イスラム過激派テロリストが「黙れ、異教徒め！」と叫び、ムハンマドの喉を掻き切ろうとしている。これは、テロリストがムハンマドをムハンマドと認識することが出来ていない(従ってイスラム教を誤解している)というシャルリー・エブドによるメッセージであったが、これもまた日本の一部のメディアでは見出しや吹き出しの翻訳も何の解釈もなく「イスラム国が預言者ムハンマドの首を切るマンガ」として紹介された。

### 『シャルリー・エブド』第四期（2015年〜）

#### シャルリー・エブド襲撃事件
2014年12月31日号（事件の前の週の号）の表紙には近未来小説『服従』の作者であるミシェル・ウエルベックの風刺画が掲載された。この号にはまた、「フランスではいまだに襲撃が全くない」という見出しで、ジハーディスト戦士が自動小銃AK-47を肩にかけて立ち「慌てるな！新年のあいさつだったら1月末まで間に合うぞ」と言っているシャルブの風刺画も掲載されていた。
2015年1月7日、パリ11区ニコラ・アペール通り10番地の『シャルリー・エブド』では編集会議が行われていた。
編集会議の話題の中心は、『シャルリー』最新号の表紙を飾っている人気作家ミシェル・ウエルベックの小説『服従』だった。2022年大統領選で、極右との決選投票を制してイスラム政党の候補が当選する。フランスはイスラム化され、一夫多妻制が認められ、女性の労働が禁止され、大学の教師はイスラム教徒でなければならなくなる。主人公の文学教授は次第にその環境に慣れていく――。文学、人種主義、エリック・ゼムール（人種主義的・誹謗中傷的な発言が多く、2011年には人種差別の扇動、2018年にはイスラム教徒に対する憎悪の扇動で有罪判決を受けているジャーナリスト）、ドイツにおける反イスラムデモなどとの関連で論じられた。ウエルベックを評価する者もいれば、（イスラム教に対する恐怖心を煽り、逆に極右）「ファシズムの台頭」を許すことになると懸念する者もあった。
この編集会議中に自動小銃を持った男らが乱入、編集長・風刺画家・コラムニストのシャルブ、風刺画家のジョルジュ・ウォランスキ、カビュ、フィリップ・オノレおよびティニウス、経済学者・コラムニストのベルナール・マリス、精神分析医・コラムニストのエルザ・カヤット、校正担当者のムスタファ・ウラド、警察官のフランク・ブリンソラロおよびアフメド・ムラベ、ビルメンテナンス員のフレデリック・ボワソー、ジャーナリスト・旅行記作家のミシェル・ルノーの計12人が死亡し、約20人が負傷した。この事件に続いてモンルージュ警官襲撃事件、ユダヤ食品スーパー襲撃事件が起こり、多発的なテロ事件に発展したが、特殊部隊により計3名の犯人が射殺された。
犯人はアルジェリア系フランス人のサイード・クアシ（Saïd Kouachi, 34）とシェリフ・クアシ（Chérif Kouachi, 32）の兄弟。シェリフは度々有罪判決を受け、刑務所に出入りするうちにイスラム過激派テロリストと知り合い、翌々日パリ20区のポルト・ド・ヴァンセンヌで発生したユダヤ食品スーパー襲撃事件の犯人アメディ・クリバリともフルリ=メロジス刑務所で出会っている。サイード・クアシは2011年にイエメンでアラビア半島のアルカイダ (AQPA) と関係のあるイスラム原理主義者らと軍事訓練を受けている。後にアラビア半島のアルカイダが「預言者ムハンマドを侮辱したことへの復讐だ」として犯行声明を出した。
フランス国内では犠牲者を追悼して1月8日正午、一斉に黙祷を行い、ノートルダム大聖堂も哀悼の鐘を鳴らした。パリ市内には多くの半旗が掲げられた。

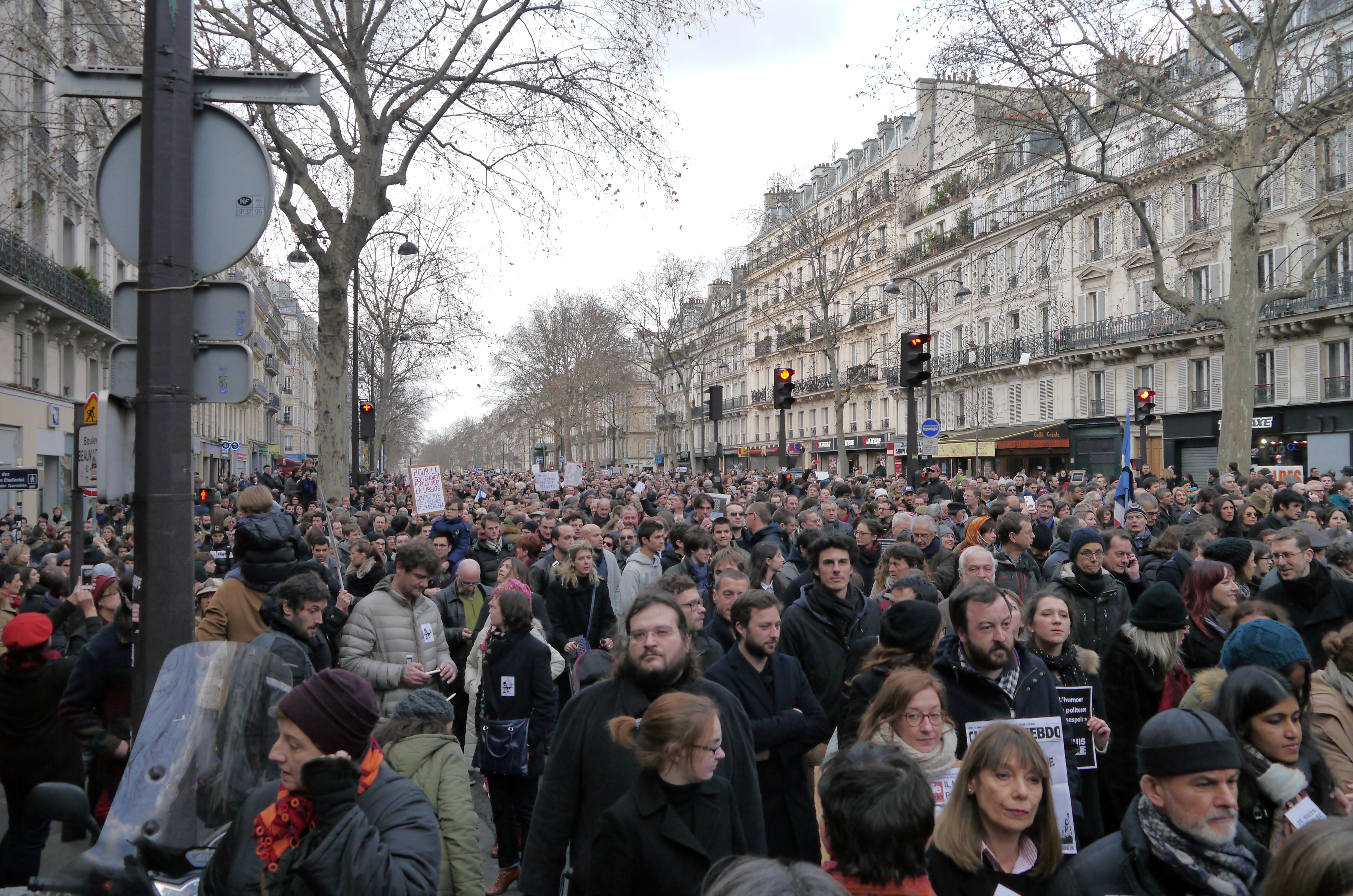
2015年1月11日の共和国の行進 (パリ、ボーマルシェ通り)

長年にわたって『シャルリー・エブド』の医療コラムを担当し、事件当日、真っ先に駆けつけて救命に当たった救急医のパトリック・プルーは翌8日にBFM TVに出演し、「（電話を受けて）3分後に現場に到着して救命に当たったが、頭を撃たれていて、もうどうしようもなかった。（シャルブが倒れていた位置から、彼が）椅子から立ち上がろうとしたときに撃たれたのだと思われる。立ち上がってばかにして、侮蔑して、武器を奪い取ろうとしたに違いない。彼とは長いつきあいでよく知っている……彼だったら、そうしたに違いない。仲間を助けることができなかった」と泣き崩れ、「（犯人らは）シャルリー・エブドだけでなく民主主義を破壊しようとしたのだ……新聞を続けなければならない。やつらを勝たせるわけにはいかないのだから」と語った。
1月11日、フランス各地で「Je suis Charlie（私はシャルリー）」というスローガンのもと、テロリズムを非難し、表現の自由を訴える大行進「共和国の行進（marche républicaine）」が行われ、その数は全国合計で少なくとも370万人に達したとの推計を同国内務省が発表した。このうちパリの行進に加わったのは160万人超とみられ、英国のデーヴィッド・キャメロン首相やドイツのアンゲラ・メルケル首相ら欧州主要国を中心とする40人超の各国首脳も参加したほか、トルコのアフメト・ダウトオール首相、イスラエルのベンヤミン・ネタニヤフ首相、マフムード・アッバース パレスチナ自治政府大統領、ロシアのセルゲイ・ラブロフ外相らも参加した。日本からは鈴木庸一駐仏大使が政府を代表して参加した。ブリュッセルやロンドンなど周辺国の都市でも追悼行進やデモが行われた。
事件後フランスで行われた世論調査では、この週刊新聞の姿勢を支持するという回答が57％、支持しないという回答が42％であった。また、表現の自由には一定の制限が課されるべきと考えるものも、インターネット上では半数ほど存在した。歴史学者のエマニュエル・トッドは自著『シャルリとは誰か（Qui est Charlie ?）』の中で、この週刊新聞および襲撃事件後のデモに参加した大衆の行動は、表現の自由を建前とした偽善的で排外主義的な差別行為だと批判している。ただし、この著書は、統計の取り方の問題もあり、フランスでは批判が多い。

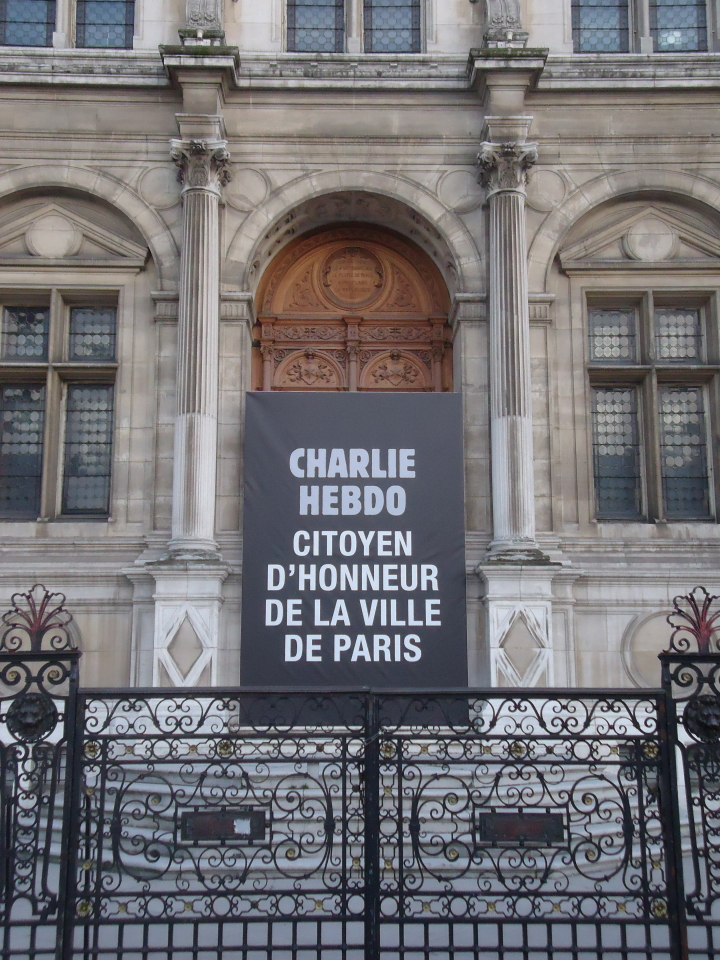
シャルリー・エブド、パリ市名誉市民（パリ市庁舎）

#### 襲撃事件後
2015年1月9日、パリ市から名誉市民の称号が贈られた。
2015年1月14日、事件後初となる「生存者の号」を発売。「すべて赦される（Tout est pardonné）」と題した表紙には、「Je suis Charlie」と書かれたカードを持って涙を流すムハンマドが描かれ、犠牲者らが過去に描いた風刺画（宗教批判全般を含む）が多数掲載された。1月11日の大行進の様子を描いた絵のタイトルは「シャルリーへの支持は（カトリックの）ミサ参加者より多い」、パリの凱旋門の絵には「パリはシャルリー（Paris est Charlie）」と書かれている。なお、『ニューヨーク・タイムズ』、『フィナンシャル・タイムズ』、『インデペンデント』などの英米の主要新聞の多くがこのムハンマドの表紙画の掲載を自粛した。日本でもほとんどの新聞社が自粛し、掲載した新聞のうち中日新聞社が発行する『東京新聞』『中日新聞』もイスラム教徒2団体からの抗議を受けて「おわび」を載せた。イスラエルの中道左派の新聞『ハアレツ』は「シャルリー・エブドの風刺画を検閲した英米のメディアは、ジハーディストの圧力に屈したのだ」と題する記事を掲載し、シャルリー・エブドの風刺画が他人の感情を害するものかどうかと問うこと自体に問題があり、他人の感情を害したから、挑発したからテロ事件の犠牲になったのだと言うことは、「強姦の犠牲者に対してスカートが短すぎたからだと言うようなものだ」と非難した。
2015年1月16日、ポントワーズで元編集長シャルブの葬儀が執り行われ、クリスチャーヌ・トビラ法務相、ナジャット・ヴァロー=ベルカセム教育相、フルール・ペルラン文化相、アンヌ・イダルゴ パリ市長、左派戦線のジャン＝リュック・メランション党首、ピエール・ロラン共産党全国書記、「国境なき記者団」のクリストフ・ドロワール事務局長らが出席した。トビラ法務相のほか、『シャルリー・エブド』の風刺画家・コラムニストらも追悼の辞を述べ、舞台に上がった仲間らはシャルブが好きだった陽気な音楽を演奏し、肩を抱き合い、涙を流しながら踊った。
2015年1月20日、新編集長に就任したリス (ローラン・スーリソー)が、「次号は来週ではなく、数週間後になる」と発表し、「この試練を創造的なものに変えていかなければならない。簡単なことではない。編集スタッフの一部はまだこの事件を克服できていないし、私自身、退院後、克服していけるかどうかわからない。いずれにせよ、やってみるしかない」と説明した。
2015年1月29日から開催されたアングレーム国際漫画祭では『シャルリー・エブド』との団結を表明する「Je suis Charlie」の標語を掲げ、過去の表紙画が多数展示された。『シャルリー・エブド』はアングレーム国際漫画祭特別グランプリを受賞した。
2015年2月、『シャルリー・エブド』の代理人リシャール・マルカがシャルリー・エブド襲撃事件の1か月後に創刊されたパスティーシュ「シャルピー・エブド (Charpie Hebdo)」（charpieは「ぼろぼろの布」の意味）の発禁を求めた。この出版社の責任者は、「パスティーシュほど素晴らしいオマージュはない。報道の自由の見事なシンボルだ」と反論した。
同じく2015年2月、シャルブとともに『ムハンマドの生涯』を出版した宗教担当ジャーナリストのジネブ・エル・ラズウィと彼女の夫がソーシャルメディア上で殺害脅迫を受けた。2人が朱色の服を着せられ、斬首刑に処せられる前の偽の写真がTwitter上に拡散したのである。モロッコに住む彼女の夫の住所や勤務先の写真も流され、彼は辞職を余儀なくされた。
2015年2月25日、「生存者の号」以来しばらく活動を中断していたが、「また始まった」と題する1179号を発行。国民戦線の党首マリーヌ・ル・ペン、サルコジ元大統領、ローマ法王、テロリスト等、これまでシャルリーの標的とされた人物がシャルリー・エブドの新聞をくわえた犬を追いかけている絵を掲載した。
2015年3月18日発売号で、「春」という見出しで今も収束していない東日本大震災の福島第一原子力発電所事故の影響を暗示する風刺画を掲載した。事故で煙を出す福島第一原子力発電所の前に大きな鳥の足跡を描き、防護服を着た作業員がその足跡を見て、「今年の最初のツバメだ」と話している（解釈：フランスのことわざ "Une hirondelle ne fait pas le printemps" は英語のことわざ "One swallow does not make a summer" に相当。春になるとツバメが戻ってくるが、一羽だけ見つけたからといってもう春だと思ってはいけない。すなわち「早合点してはいけない」。足跡は放射能被害により奇形が生じたことを示し、原発事故の被害を誇張しているが、それでもなお「早合点してはいけない」と示唆することで問題がいかに深刻かを示している）。このしばらく後に軽微な事故を起こしたフランス国内の原発2か所についても同じように扱っている。なお、原発批判については、既に2013年、東京が2020年夏季オリンピックの開催地に選ばれた際に、風刺画家カビュが「福島のおかげで相撲が五輪競技に」というタイトルで奇形の力士を描いた風刺画を風刺新聞『カナール・アンシェネ』に発表したことで日本から激しい非難を浴びることになったが、上記の通り、カビュは『シャルリー・エブド』が反核運動の発端となったビュジェ原子力発電所反対運動を起こした頃からのメンバーであり、反核運動は1970年の『シャルリー・エブド』創刊時からの最も重要な活動の一つである。
2015年5月、国際ペンクラブの「勇気と表現の自由」賞を受賞。サルマン・ラシュディのイニシアティブによるこの決定に英米の多くの作家が抗議した。

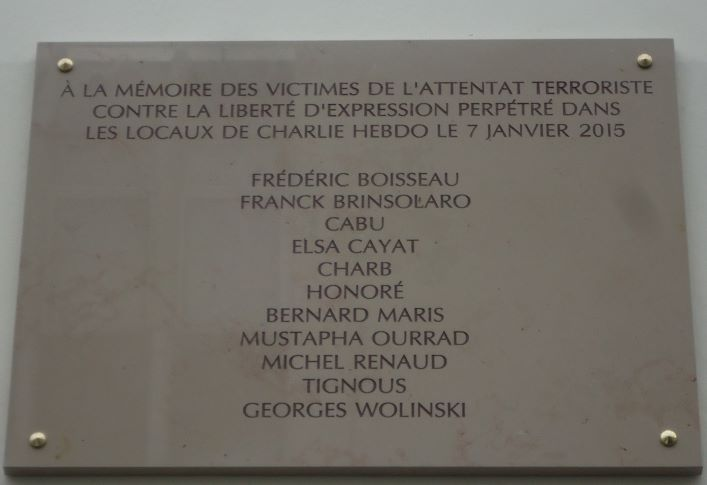
追悼記念碑 (ニコラ・アペール通り; 事件のあった建物の正面)：「2015年1月7日、シャルリー・エブド編集部において発生した表現の自由に対するテロ攻撃の犠牲者を追悼して」

2015年5月18日、『シャルリー・エブド』に寄せられた約430万ユーロの寄付をすべて犠牲者の家族に贈ると発表した。
2015年5月21日、「生存者の号」の表紙画を含むムハンマドの絵なども描いていたリュズが事件後のつらい日々を絵でつづった『Catharsis（カタルシス）』を出版（Futuropolis）。彼はやがて『シャルリー・エブド』を離れることになった。
2016年1月、襲撃事件があった建物の正面に追悼記念碑が建てられた。
同じく2016年1月、ケルン大晦日集団性暴行事件を受けてアイラン・クルディが成長していれば痴漢になっていたという風刺画を掲載して人種差別的だという批判を浴びた。一方、マージド・ナワズはこれについて、「我々の中にある難民への反感を告発したものにほかならない」と解釈した。CNNはシャルリー・エブドに対し本件に関するコメントを求めたが、同紙はこれに応じなかった。
2016年4月、『シャルリー・エブド』に絵を連載していたカトリーヌ・ムリスが事件後の長く苦しい日々のなかから軽やかさ（癒やし）を見いだすまでの経緯を美しい絵でつづった『La légèreté（軽やかさ）』を出版（Dargaud）。
2016年6月、「報道の自由、表現の自由、自由な精神」の促進を使命とするニュージアム（NEWSEUM, ワシントンD.C.）にシャルリー・エブド襲撃事件の犠牲者（シャルブ、ジョルジュ・ウォランスキ、カビュ、フィリップ・オノレ、ティニウス、ベルナール・マリス、エルザ・カヤットおよびムスタファ・ウラド）が、バングラデシュ、ブラジル、コンゴ民主共和国、イラク、メキシコ、パキスタン、ソマリア、トルコおよびシリアのブロガーや報道カメラマンらとともに登録され、同年9月には『インサイド・シャルリー・エブド』というドキュメンタリー映画が作成された。試写会に参加したカビュの妻ヴェロニク・ブラシェ・カビュは「彼らは自分たちがしていることがいかに重大なことか、その危険性をよくわかっていた。言論の自由のために犠牲を払った彼らがどんな仕事をしていたのか知ってもらいたい」と語った。
2016年9月3日号において、「イタリア風地震」と題する記事において、血だらけで包帯を巻いた男性を「トマトソースのペンネ」、やけどを負った女性を「ペンネ・グラタン」、がれきの間に挟まれた被災者たちの様子を「ラザニア」と8月に発生したイタリア中部地震の被災者をイタリア料理に見立てて揶揄する風刺画を掲載、イタリアのアンドレア・オルランド法相が「非常に不快だ」とコメントし、ピエトロ・グラッソ下院議長も「この風刺画は最低である」と批判したため、ソーシャルメディア上でも批判が殺到した。アマトリーチェ市長はこの件についてリエーティ検察庁に告発した。在イタリア仏大使館は声明を発表し、「フランスはイタリアを支援する、シャルリー・エブドは意見を自由に表現したのであって、フランスの立場を表わすものではない」とした。なお、編集長のリスは「フランス・アンテル」のインタビューに応えて、ブラックユーモアはこれまでにも度々掲載している、「死は常にタブーであり……時にはタブーを犯す必要がある」と説明した。
2016年11月、『シャルリー・エブド』ドイツ語版を発行。収益確保のための売上目標（週平均1万部）を達成することができず1年後に廃刊となった。
2017年3月、『シャルリー・エブド』の医療コラムニスト・救急医のパトリック・プルーが自らの苦しみをつづると同時に、医師としてテロリズムの犠牲者とどう向き合うかについて語った『L'instinct de vie（生の本能）』を出版（Le Cherche-Midi）。
2017年11月、性的暴行の疑惑を持たれているイスラム学者タリク・ラマダン（ムスリム同胞団創設者ハサン・アル＝バンナーの孫）を描いた風刺画により、ソーシャルネットワーク上で殺害脅迫を受けたとして告発。これを受けて、エマニュエル・マクロン大統領率いる「共和国前進 (LREM)」のリシャール・フェラン幹事長が、フランス国民議会（下院）において殺害脅迫を受けたシャルリー・エブドを守るべきだと訴えた。「この国民議会において、われわれはフランス全国民に対してはっきり言おう。いかなる信念も、いかなる理念も、いかなる宗教も、法律より上位にあると主張することはできないと」。議員のほぼ全員が一斉に立ち上がって拍手喝采した。
なお、タリク・ラマダンの二枚舌はしばしば非難されていたが、ウェブ新聞「メディアパルト」の主幹エドウィ・プレネルは彼を称えていたことから、性的暴行についても目をつぶっていたのだと非難する声が上がったため、『シャルリー・エブド』は、今度は「見ざる、聞かざる、言わざる」の三猿のようなエドウィ・プレネルの風刺画を表紙に掲載した。エドウィ・プレネルはこれに対して、ヴィシー政権がプロパガンダとしてレジスタンス活動家23人を処刑するよう呼びかけた「赤いポスター」に言及して自らを処刑されるレジスタンスの闘士になぞらえ、さらに、『シャルリー・エブド』のこの表紙画は「極右とすら結託」しかねない「血迷った左派」、「イスラム教徒に対する戦争という強迫観念」にとらわれた左派の運動の一環だとした。編集長のリスはこれに対して「イスラム教徒に対する戦争」だと言うエドウィ・プレネルはシャルリーに「再び死刑宣告を下したのだ」、「シャルリーは決してこの言葉を赦さない」と反論。フランス左派内の対立を浮き彫りにすることになった。
2018年1月の Ifop の世論調査によると、「今でもシャルリー（Toujours Charlie）」と回答したフランス人は2016年1月の71%から61%に減少した。これを受けて、仏ペンクラブ会長に就任したエマニュエル・ピエラはシャルリー・エブドの悲劇を思い起こし、あらためて検閲に反対し、表現の自由を守ると誓った。
2018年4月、ニュージアム（NEWSEUM, ワシントンD.C.）の「表現の自由賞（Free Expression Awards）」を受賞。
2018年4月12日、『シャルリー・エブド』文化コラムを担当し、襲撃事件で負傷したフィリップ・ランソンが事件当日の様子とその後何度も受けた手術、リハビリなどの様子を詳細に語った『Le lambeau（ぼろ屑）』(Gallimard) を発表（lambeauは一義的には植皮のための皮膚を表す）。同年11月5日、2018年フェミナ賞を受賞。
2018年5月、襲撃事件（2015年1月）以来更新されていなかったTwitterを再開した。
2018年6月、編集長リスが、シャルリー・エブド襲撃事件に関して読者などから寄せられた支援や非難の手紙、絵などを含む56,000〜70,000の文書（段ボール箱35個分）を「パリ市の歴史と記憶の一部」としてパリ市立古文書館に寄贈した。
2020年9月には、事件の裁判を前にして、事件のきっかけとされる風刺画を再掲載した。